# Snedsegel

Fock och storsegel på en modern segelbåt är snedsegel.

Snedsegel är segel andra än råsegel. Medan råseglen under normal segling alltid vänder samma sida – men olika lik (kanter) – mot vinden, har snedseglen ett förlik och ett akterlik, och vinden kan komma från endera sidan.
Storsegel och fock på en typisk modern segelbåt är snedsegel (bermudarigg med bermudasegel respektive stagsegel), liksom stagseglen och mesanen på råseglare, spri-, gaffel- och loggertseglen på nordeuropeiska allmogebåtar samt latinseglen vanliga i medelhavsområdet och kring Indiska oceanen, för att nämna några vanliga typer.
Fartyg som endast för snedsegel kan benämnas som slätriggade eller snedseglare. Snedseglen är i regel bättre än råsegel på kryss och i halvvind och kom därför att dominera i kustfart och i segelsport. Däremot är råsegel stabilare i medvind, varför västerländska fartyg avsedda för oceanfart hade råsegelrigg, med en del snedsegel.
Ordet snedseglare har också kommit att användas som skällsord, nedsättande dels om seglare med bristande marin kompetens, dels om en person i allmänhet som kommit på sned i livet. Det har även varit ett vardagligt ord för bisexuell mansperson.